# Edilberto Restino
Edilberto Antonio Restino (Ribeirão Preto, 13 de Junho de 1973) é um cineasta, produtor e roteirista brasileiro que teve reconhecimento com o filme Red Letter que foi apenas projetado em festivais de cinema (o primeiro festival foi a Mostra Internacional de Cinema de São Paulo em 2008 e depois venceu 13 festivais na Inglaterra e Estados Unidos) .  Com o filme A Brunette Kiss, pelo qual recebeu o Grand Prix no EOTP International Film Festival (2011) teve como colaboradores Tony Imi e o ganhador do Oscar Stephen Warbeck (por Shakespeare in Love).
Nascido em Ribeirão Preto, onde passou parte de sua infância e sua adolescência. Edilberto se interessou por artes plásticas. Aos 16 anos fez uma exposição individual de pintura em uma galeria da cidade. O único quadro que vendeu não pagou as despesas do material usado. Foi para São Paulo para estudar Artes Plásticas e trabalhar com publicidade e moda. Se desencantou com as artes ao não conseguir pagar o material necessário para continuar o curso. Descobriu então que viajando com empresas de moda fazendo desfiles era bem lucrativo, e isto o afastou definitivamente dos quadros. Para se aproximar das artes, anos depois foi para o teatro, mas o fator financeiro o pressionava novamente o que o fez descobrir os comerciais para TV trabalhando como ator, onde tomou gosto pela película, pois a maioria dos comerciais eram filmados em 16 mm na época.
De 1988 a 1991 estudou Sociologia e Ciencias Políticas na Escola de Sociologia e Ciencias Politicas de São Paulo e concomitante cursava Lingua Portuguesa na Universidade de São Paulo USP. No primeiro ano das faculdades foi convidado a se candidatar a vereador por São Paulo, pelo então partido que estava surgindo naquele ano, o PSDB.
Casou-se em 1991 com Eliana Restino e teve uma filha em 1992, Giovana.
Em 1993 terminou a pos-graduação em Política Internacional.
Em 1998 foi candidato a Deputado Estadual pelo Partido Verde, ao trazer propostas do encontro Expo 98 de Portugal.
Em 2002 mudou-se para a Inglaterra com sua esposa Eliana e filha Giovana, onde mais tarde fez um curso de cinema.
Na Inglaterra filmou Red Letter, A Brunette Kiss (premio de melhor diretor no Rob Knox Film Festival em Londres), Scandalous Four (neste longa foi diretor de fotografia e camera), Wordz ov Mouf, Prove It, Old Gold Time, Bridge Over Blue ( com Tony Imi novamente) e varios outros como diretor de fotografia.
Fontes:
Site oficial de Cinema IMDB
Entrevista na revista Inglesa Wonderlance
Festival de Cinema Mostra Internacional de São Paulo
Limelight filme portal
Amazon - Autores -     http://www.amazon.com/Edilberto-Restino/e/B00EDGNRHA
London 24 magazine   (Produtor de Holywood Ben Trebilcook entrega premio de melhor diretor para Restino)
Vencedores no Festival de cinema na Inglaterra Limelight Film Awards (premio de Best Visual e best Thriller) l
Site da Zero 1 Films Inglesa
Vencedores no Festival de Cinema Ingles End Of The Pier International Film Festival 2011
Vencedores no Festival de Cinema Ingles End Of The Pier International Film Festival 2009
Site oficial de Cinema IMDB - Stephen Warbeck (Timeless Eyes e A Brunette Kiss)
Wikipedia - Stephen Warbeck
Site oficial de cinema IMDB -Tony Imi (Timeless Eye, A Brunette Kiss e Bridge Over Blue)
Filme Deuses da Guerra
Entrevista no site On Screen and Beyond na California 2008
Site On Screen and Beyond (Red Letter
Vencedores do Festival de cinema Flaneur Film Festival (Red Letter)
Festival Internacional In the Palace
Natalie Hall site - Bridie Latone (Timeless Eye, A Brunette Kiss, Bridge Over Blue e Red Letter)
Site Bocao News - Filme em Salvador?
Filme da vida de Carlos Gomes
Festival de cinema Festival Du Film D´Afrique Et Des Iles (Prove It)
Autor na China
Vencedores do Festival de Cinema Imperial War Museum de Londres
Festival de cinema Imperial War Museum de Londres (Red Letter)
Film A Brunette Kiss na China
Red Letter
Filmes do diretor Edilberto Restino
Bridge Over Blue 
Red Letter 
Timeless Eye 
A Brunette Kiss 
Prove It 
The Scandalous Four (como diretor de cinematografia)  
Tale of Blackjack 